# SN 2003lv
SN 2003lv – supernowa odkryta 4 kwietnia 2003 roku w galaktyce A123728+6211. W momencie odkrycia miała maksymalną jasność 23,20m.